# Necromunda
Necromunda est un jeu de figurines se déroulant dans l’univers Warhammer 40,000. Simulant des combats en milieu urbain dans un univers futuriste, il entre dans la catégorie des wargames. Créé par Games Workshop en 1996, il se différencie de la plupart des autres jeux par le faible nombre de figurines en présence.

## Historique
Le jeu au départ se nommait Confrontation et fut édité via l'édition britannique du magazine White Dwarf. Le background fut développé par Nigel Stillman en collaboration avec Bryan Ansell. Il fut ensuite réactualisé et vendu sous le nom de Necromunda en 1996 au format boîte (ORB - Original Rulebook). Le supplément Outlanders est paru un mois après.
En 2003 est sortie une nouvelle version de Necromunda, la V2 (LRB - Living Rulebook) sous le nom de Necromunda:Underhive, reprenant à 98 % les anciennes règles tout en apportant quelques nouveautés. Celle-ci a également permis de refaire le design du livre de règles, et de le rendre plus mature. Elle est distribuée gratuitement au format PDF et est mise à jour régulièrement par des volontaires et des testeurs du forum officiel de Specialist Games.
Anthony Case, un joueur de Necromunda fait évoluer cette V2 (balance/éclaircissement de points obscurs, ...) et la propose à la communauté puis travaille avec elle pour donner ce qui devient la référence v2 : Necromunda Community Edition (NCE) et Outlanders Community Edition (OCE).
En 2017 sort la V3 intitulé : Necromunda:Underhive.

## Le jeu

### Contexte
L'action se passe sur Necromunda, une planète ultra-polluée, vidée de toute richesse naturelle. Sa surface est recouverte de déserts de cendre et de lacs toxiques. Sur cette planète, la civilisation a dû, pour survivre, construire d'énormes cités-ruches en forme d'immenses tours dépassant des nuages de pollution qui l'entourent. Ces cités-ruches sont divisées en zones abritant des populations différentes aux conditions de vie complètement différentes aussi, selon qu'elles vivent dans l'air frais dans la pointe (appelée spire ou spyre) ou plus ou moins plongées dans la pollution en descendant vers le sol (la zone la plus proche du sol est appelée Sous-Monde).
C'est dans les immenses dédales industriels de ces cités, dont l'ambiance ressemble à celle d'un Far West futuriste, que le jeu se passe.
Les joueurs sont chacun à la tête d'un gang qui pour survivre doivent livrer bataille contre leurs rivaux, ou attaquer des convois de marchandises.

### Principes de jeu
Necromunda reprend les règles de combat de Warhammer 40,000, légèrement adaptées pour des combats d'escarmouches. La principale différence se trouve dans le jeu en campagne : chaque joueur y dirige un gang de combattants et livre une série d'escarmouches isolées contre les gangs des autres joueurs. Un système d'expérience inspiré de Blood Bowl permet aux combattants survivants de devenir plus puissants au fil des parties. Chaque gang contrôle plusieurs terrains, qu'il exploite pour pouvoir acheter de l'équipement et recruter de nouveaux combattants.

### L'action deNecromunda
L'action de Necromunda se déroule dans le Sous-Monde de la plus grande ruche de la planète, la ruche Primus.
Le Sous-Monde est un des niveaux les plus inférieurs de la cité-ruche. C'est une zone délabrée où ne règne que l'anarchie. L'enchevêtrement des dômes, des tunnels et des constructions diverses dans une atmosphère sombre et polluée le rend d'autant plus inhospitalier et dangereux.
Le joueur est donc à la tête d'un gang appartenant à l'une des six Maisons de la Cité-Ruche, avec la possibilité de jouer les Forces de l'ordre locales.
- La maison Orlock est une puissance industrielle. Les gangs qui en sont issus ont une apparence relativement neutre.
- La maison Goliath valorise la force et la brutalité avant tout. Ses gangers sont des hommes extrêmement musclés et vêtus de cuir.
- La maison Escher est surtout composée de femmes, valorise l'agilité et la rapidité. Elles ont un look agressif.
- La maison Van Saar est spécialisée dans la haute technologie. Les gangers de cette maison portent des uniformes futuristes.
- La maison Delaque valorise la discrétion et l'espionnage. Ses gangers portent tous des imperméables et des lunettes de protection.
- La maison Cawdor suit la secte des rédemptionistes. Ses membres ont le visage masqué et des vêtements médiévaux.
- Les Palanites Enforcers sont des forces de l'ordre brutales. Ils ont des grosses armures.

Un gang est composé d'un Chef de gang, de Gangers, de Balaises et de Kids ayant chacun leurs caractéristiques, pouvant être améliorées au fil des parties.
On trouve également des personnages indépendants, des mercenaires, qui se rallient à la cause du plus offrant.
- Les despérados
- Les chasseurs de primes
- Les pisteurs ratskins (les Ratskins étant les habitants indigènes du Sous-Monde, ils ont une parfaite connaissance du dédale des tunnels)

#### Composition des gangs
Chaque gang comporte différents types de combattants.
- Le chef de gang : le chef de gang est celui qui possède les caractéristiques les plus importantes et celui qui apporte un bonus de commandement. Il peut être équipé de n’importe quel type d’arme hormis les armes lourdes.
- Les gangers : ce sont les hommes de base du gang. Ils ont des caractéristiques de départ correctes et peuvent être équipés de tous types d’armes sauf des armes spéciales et lourdes. Ils peuvent collecter de l'argent auprès des territoires soumis au gang.
- Les balaises : ce sont les gros bras des gangs. Robustes et imposants, ils peuvent être équipé d’armes lourdes destructrices qui apportent un soutien considérable au groupe, et disposent des connaissances technologiques pour les maintenir en bon état.
- Les kids : les Kids sont des jeunes sans expérience qui rejoignent les gangs pour jouer les durs et devenir des combattants. Leurs caractéristiques sont faibles mais progressent rapidement pour en faire, avec un peu de chance, de redoutables Gangers. Ils peuvent être équipés d’armes légères, pistolets et grenades.

## Outlanders
Le supplément Outlanders est sorti un mois après Necromunda. Ce supplément est présenté sous la forme d'une boîte contenant un manuel et des gabarits, des jetons et des décors supplémentaires.
Le manuel introduit surtout de nouvelles règles : l'option de jouer des gangs hors-la-loi, quatre nouveaux gangs, plusieurs nouveaux mercenaires et la possibilité de jouer des « campagnes arbitrator », gérées par un arbitre ou un meneur de jeu nommé arbitrator.
Les gangs supplémentaires ont vu leurs figurines sortir au cours des mois suivants :
- Les chasseurs spyriens sont un groupe de riches jeunes gens venus de la Spire, vêtus de puissants exosquelettes lourdement armés. Leur descente dans le Sous-Monde est une sorte de rite d'initiation dont le but est de "chasser" sans relâche afin de collecter des "trophées";preuves de leur valeur. C'est le seul type de gang qui ne se sert pas d'argent ; à la place, les points d'expérience que gagnent les spyriens leur servent aussi à améliorer leur équipement.
- Les renégats ratskins sont l'équivalent, dans Necromunda, des Indiens du Far-West. Leur armement est légèrement inférieur à celui des gangs normaux, mais leur connaissance du Sous-Monde leur donne des capacités spéciales. Ils peuvent de plus compter un chamane dans leurs rangs.
- Les rédemptionistes sont une secte de croisés fanatiques. Leur fureur religieuse les rend particulièrement puissants au corps à corps. Ils n'ont pas d'armes lourdes, mais leurs diacres peuvent avoir des armes spéciales comme des lance-flammes.
- Les fouisseurs sont des habitants des zones les plus dangereuses et toxiques du Sous-Monde. Ils sont très mal équipés mais certains d'entre eux ont des mutations utiles, comme des griffes ou des bras supplémentaires. Des hommes-lézards colossaux appelés Zeks font office de porteurs d'armes lourdes.

Outlanders apporte son lot de nouveaux mercenaires:
- Les esclaves, des fugitifs ayant réussi à s'évader des mines ou des arènes. Ils sont équipés de prothèses cybernétiques qui peuvent faire de lourds dégâts en combat rapproché.
- Les wyrds, des psykers illégaux parfois aussi dangereux pour leurs employeurs que pour leurs ennemis.

Ainsi que des personnages spéciaux, légendaires, pouvant apporter leur soutien temporaire à un gang comme mercenaires ou mentors.